# Вялса
Вя́лса — река в России, протекает в Республике Мордовия и Рязанской области. Правый приток Цны.
Река течёт через леса. В верховьях по реке проходит граница Рязанской области и Республики Мордовия. Устье реки находится у села Вялсы в 31 км от устья Цны. Длина реки составляет 27 км, площадь водосборного бассейна — 142 км².

## Данные водного реестра

Бассейн реки Вялса

По данным государственного водного реестра России относится к Окскому бассейновому округу, водохозяйственный участок реки — Цна от города Тамбов и до устья, речной подбассейн реки — Мокша. Речной бассейн реки — Ока.
Код объекта в государственном водном реестре — 09010200312110000030030.